# Barracão (Río Grande del Sur)
Barracão es un municipio brasileño del estado de Río Grande del Sur.
Se encuentra ubicado a una latitud de 27º40'18" Sur y una longitud de 51º27'38" Oeste, estando a una altitud de 764 metros sobre el nivel del mar. Su población estimada para el año 2004 era de 5.263 habitantes.
Ocupa una superficie de 526,75 km².
- Datos: Q970961
- Multimedia: Barracão (Rio Grande do Sul) / Q970961